# Барс (Бровари)
«Барс» — український футзальний клуб з Броварів.

## Історія
Футбольний клуб «Барс» був заснований 19 грудня 1993 року у місті Бровари Київської області. Клуб існував як любительська команда. У 2008 році на основі двох перспективних і молодих команд ФК «Барс» отримав новий виток свого розвитку. Відроджена команда заявилася у другу лігу чемпіонату України з футзалу, де показувала непогані результати. У сезоні 2012/2013 броварська команда посіла друге місце у своїй групі у другій лізі. За час свого існування «Барс» також брав участь у багатьох бізнес-турнірах під егідою «Укртранссервісу» і «Бровари-молоко». 
У 2011 році на базі ФК «Барс» під керівництвом головного тренера клубу Олександра Гурина була сформована збірна Київської області для участі в 6-х літніх юнацьких іграх України з футзалу. Ця команда виборола 1-ше місце у Центральній зоні і брала участь у фінальній частині змагань у місті Алушта, де посіла підсумкове 6-те місце. На цьому турнірі гравцям з Київщини навіть вдалося обіграти фаворита змагань команду академії ЛТК з рахунком 5:0.

## Титули та досягнення
- Чемпіон Броварів з футзалу (2): 2013, 2014 рр.
- Переможець турніру Незалежність України - 2009 р.[4]
- Срібний призер Бліц-турніру ліги активних компаній: 2011 р.
- Бронзовий призер Осіннього турніру Футбольної ліги активних компаній: 2010 р.[5]